# Ристо Дуждевић Тохољ
Ристо Тохољ (Мостар, 20. октобар 1882 — Мостар, 7. септембар 1916), познат као Дуждевић-Тохољ је био српски четник током Борбе за Македонију и Стару Србију, а у Балканским ратовима и Првом светском рату официр и командир чете.
Ристо је почетком 20. века уписао студије права на Загребачком свеучилишту, али их већ 1904. напушта и прелази у Србију, где постаје четник. Током 1905. истиче се у борбама на Табановцу, Челопеку и на Гуглину. Крајем 1905. прелази у Рашку област са намером да по узору на четничку организацију у источном делу Старе Србије стрвори српску револуционарну мрежу.Турске власти су га приметиле у околини Косовске Митровице и ухапсиле. Одлежао је шест месеци а затим пуштен због недостатка доказа.По окончању четничке акције 1908. наставља студије права у Прагу и Загребу, након чега се враћа у Србију. Ушао је у организацију Црна Рука, а затим учествовао као четник у Првом балканском рату у одредима Војводе Вука и Војислава Танкосића.После рата постао је писар у Косовској Митровици.
Ратовање у Првом светском рату отпочео је као потпоручник у Јадарском четничком одреду Војислава Танкосића, где се истиче у борбама око Крупња. После Танкосићеве погибије код Трстеника 1915, Тохољ разноси мост код Трстеника и омогућава повлачење остатка Танкосићевог одреда. Након тога прелази у одред војводе Вука у коме је био командир чете у батаљону током повлачења кроз Србију и Албанију до Крфа. са Крфа бива одаслат у Русију да од Срба и добровољаца из других јужнословенских крајева ради на формирању добровољачких одреда. Као потпоручник и командир чете другог добровољачког пука гине 1916. године код места Кара Синан. Посмртни остаци су му 1935. пренети у родни Мостар.